# Marina (Horvátország)
Marina (olaszul: Bossoglina) falu és község Horvátországban Split-Dalmácia megyében.

## Fekvése
Split központjától légvonalban 25, közúton 40 km-re nyugatra, Trogirtól 12 km-re nyugatra, Dalmácia középső részén, a Marina-öböl nyugati végében fekszik. Split-Dalmácia megye legnyugatibb községének székhelye.

## A község települései
Közigazgatásilag Blizna Donja, Blizna Gornja, Dograde, Gustirna, Mitlo, Najevi, Poljica, Pozorac, Rastovac, Sevid, Svinca, Vinišće, Vinovac és Vrsine települések tartoznak hozzá.

## Története
A Marina közelében a főút mellett található Grota Sv. Jakova barlang már az őskorban is menedéket nyújtott az embernek. A község területén az ókorban illírek és görög telepesek (hilinek) éltek, akik idővel beolvadtak az illír bulinokba. A rómaiak az i. e. 4. században hódították meg ezt a térséget. A horvátok ősei a 7. században érkeztek Marina vidékére, mely a 10. században már az ősi Drid zsupánsághoz tartozott. Ennek székhelye a Marinától 2 km-re északnyugatra fekvő 177 méter magas Veli vrh és az alacsonyabb Mali vrh hegyén volt. Drid a régészeti leletek tanúsága szerint már a történelem előtti időben lakott hely volt. 6. századi eredetű várának maradványai még mindig láthatók. Innen ellenőrizték a középkorban a Šibenikről Trogirba menő tengerparti utat és a Trogir közelében haladó tengeri útvonalak egy részét. A Veli vrh tetején áll ma a Havas boldogasszony templom.
A Zvonimir király idejéig a 11. századig létezett dridi zsupánság területe egészen Trogirig ért. Írásos források 1088-ban és 1089-ben említik, amikor Ozrina és Dragoslav voltak a dridi zsupánok. A mai Marina helyén akkoriban "Baselen" (Bosilen) nevű település állt, melyről környékét a Marina-öböltől a Rogoznica-öbölig terjedő félsziget területét Bosiljinának nevezték. Ezután idővel a Šibenik és Trogir közötti terület e két város fennhatósága között oszlott meg és a határ Rogoznica közelében, a Stupin-öbölnél húzódott. Így a mai Marina területe Trogir város igazgatása alá került. A trogiri közösségnek már a magyar uralom idejében 13. században saját statutuma volt, mely alapján hatóságai működtek és törvénykeztek.
Trogir 1420. június 22-től velencei uralom alá került és ezt követően már csak korlátozott autonómiával rendelkezett. A köztársaságot a velencei nemesség tagjai közül kinevezett kapitányok képviselték. A 15. század második felétől ebben a térségben is megnőtt a török támadások veszélye, ezért Franco Marcello trogiri püspök 1495-ben a Marinai-öbölben a lakosság védelmére várat építtetett. A vár két részből állt, az öbölben egy sziklazátonyon épített pártázatos toronyból és a parton épített erődből, a Citadellából. Az utóbbin belül levő téren építették fel a Szent János templomot. A lakosság a vár és a Citadella körül telepedett le. Így jött létre a mai település, melyet a ritkán tisztelt szentről és vértanúról Szent Marináról neveztek el. A tornyot a parttól elválasztó csatornát csak a 20. század elején töltötték fel. A várat 1657-ben és 1717-ben is megerősítették. 1797-ben a Velencei Köztársaság megszűnésével a település Habsburg Birodalom része lett. 1806-ban Napóleon csapatai foglalták el és 1813-ig francia uralom alatt állt. Napóleon bukása után ismét Habsburg uralom következett, mely az első világháború végéig tartott. Marina 1823-ban az osztrák fennhatóság alatt vált községgé, amikor területéhez Drvenik, Sevid és Račice is hozzá tartozott. A község 1866-ig működött, amikor területét Trogirhoz csatolták.
A településnek 1857-ben 169, 1910-ben 374 lakosa volt. Az I. világháború után rövid ideig az Olasz Királyság, ezután a Szerb-Horvát-Szlovén Királyság, majd Jugoszlávia része lett. A település lakossága 2011-ben 1117 fő volt.

## Lakosság
| Lakosság változása | Lakosság változása | Lakosság változása | Lakosság változása | Lakosság változása | Lakosság változása | Lakosság változása | Lakosság változása | Lakosság változása | Lakosság változása | Lakosság változása | Lakosság változása | Lakosság változása | Lakosság változása | Lakosság változása | Lakosság változása |
| ------------------ | ------------------ | ------------------ | ------------------ | ------------------ | ------------------ | ------------------ | ------------------ | ------------------ | ------------------ | ------------------ | ------------------ | ------------------ | ------------------ | ------------------ | ------------------ |
| 1857               | 1869               | 1880               | 1890               | 1900               | 1910               | 1921               | 1931               | 1948               | 1953               | 1961               | 1971               | 1981               | 1991               | 2001               | 2011               |
| 169                | 1.356              | 576                | 329                | 335                | 374                | 1.821              | 2.377              | 491                | 535                | 612                | 540                | 671                | 879                | 1.085              | 1.117              |

## Nevezetességei
- Marina várát[5] 1495 és 1500 között építtette Marcello trogiri püspök. A vár két részből állt, az öbölben egy sziklazátonyon épített pártázatos toronyból és a parton épített erődből, a Citadellából. A torony ma is teljes épségben áll, a község címerében is ezt ábrázolják. 1657-ben és 1717-ben is megerősítették, majd 1971 és 1972 között renoválták. A tornyot a parttól elválasztó csatornát a 20. század elején töltötték fel. A toronyban ma a Marinska Kula szálloda működik.
- Szent Jakab apostol tiszteletére szentelt plébániatemploma latin kereszt alaprajzú épület két oldalkápolnával. Barokk főoltárán Mária mennybevételének olajképe látható, az alatta levő márvány tabernákulum Pietro Cavalieri munkája. A diadalív aljában található tábla az építés (1594) és a renoválás (1970) idejét örökíti meg. 1684-ben a püspök két új oltárt építtetett, melyek ma a szentély előterében láthatók. Az egyik a Szeplőtelen fogantatás, a másik Szent Balázs tiszteletére van szentelve. A templom padozata alatt egykor sírok voltak, de a 18. században felszámolták őket. Ma a temető a templom körül található.[6]
- A vár közvetlen közelében a Stjepan Radić téren áll a Keresztelő Szent János templom.[7] Építési ideje valószínűleg megegyezik a várfalak építésével, vagy valamivel később építették. A templom gótikus-reneszánsz stílusú, homlokzata a környező épületek falaira támaszkodik. A bejárattól jobbra egy kőből épített boltíves oldalhelyiségben nagyméretű keresztelőkút található. A kisméretű reneszánsz ablakok csak a templom bal oldalfalán és az apszisban láthatók. A jobb oldalfal zárt és ezen helyezték el a régi oltár előépítmény növényi ornamentikával díszített töredékét egy 892-ből, Mucimir fejedelem idejéből származó, latin nyelvű felirattal. Beépítése valószínűleg a várfal építésével egy időben, a 15. században történt. Az oltárkép Szent János népi ábrázolása. Misét csak évente egyszer, július 24-én Szent János ünnepén tartanak benne.[6]
- A Trogir felé vezető út mentén, egy rendezett parkban található a Szent Marina templom. Egyhajós kőépület, egyszerű homlokzattal, félköríves belső apszissal. A bejárat felett körablak, legfelül pedig kis harangtorony található, benne egy haranggal. A 18. századi vizitáció szerint külső keresztelőmedencéje, körülötte pedig temető volt a 14. századtól a 16. századig készített sírkövekkel. Ma már nem tartanak misét benne.[6]
- Drid várának maradványai a településtől mintegy két kilométerre északnyugatra a 177 méter magas Veli vrh és tőle délkeletre, az alacsonyabb Mali vrh hegyén találhatók. A várat ismeretlen ravennai szerző már a 6. század végén és a 7. század elején említi "Drido" (Orido) néven. Később Idriszi arab geográfus is ír róla „Kitabu al Rogger”, azaz Roger könyve című, 1154-ben befejezett művében. Ebben „Wawguri” (Lawgaru) néven szerepel, mint az Adriapart egyik legszebb és legkönnyebben védhető vára.[8] A vár a 11. századig az ősi horvát közigazgatási egységek, a zsupánságok egyikének a székhelye volt. Az önálló horvát állam megszűnésével fokozatosan elveszítette jelentőségét. 1226-ban uradalmával együtt Kálmán herceg a trogiri püspökségek adományozta.[8] A 16. századra teljesen elveszítette védelmi szerepét, lakossága a török elől a tenger mellé, a jobban védhető Marinára költözött. Védőfalai helyenként ma is méteres magasságban állnak.
- Az egykori vár területén a Veli vrh csúcsán áll a Havas boldogasszony templom, mely a várhoz hasonlóan 6. századi eredetű. Ezt támasztja alá a bejárat feletti boltív kialakításának módja és egy kőbe vésett felirat, mely szintén ebből a korból származik. Az épületet később mintegy méterrel magasították és hosszúságát is növelték, de eredeti formája nem változott. Ekkor alakították ki a mai homlokzatot is a harangtoronnyal, melyben egy harang található. A Dridi Miasszonyunk kegyképét 1500-ban a török elől a čiovoi Szent Antal ferences kolostorba menekítették és ma is ott található. Misét csak a templom búcsúünnepén augusztus 5-én, és Húsvét hétfőjén mondanak benne.[6]
- Dridtől valamivel nyugatabbra, a 210 méter magas Plića lejtőjének közepén, 140 méteres magasságban található a kis Szent Jakab-barlang (Grota Sv. Jakova). Mélysége mintegy hatvan méter, szélessége tíz méter. Itt találhatók az ókori Bausione várának, a település régi névadójának eddig még feltáratlan maradványai. A barlang különböző korok embereinek kultikus találkozóhelyeként szolgált. Ezért már jóval Krisztus előtt kőből áldozóhelyeket és oltárokat építettek benne. Ezek közül négy a barlang előterében, kettő pedig a belső terében volt. A korai keresztény időkben remeték szálláshelyéül is szolgált. Az itt összegyűlt hívek rajzokat és egyéb jeleket hagytak a területén. Az egyik oltáron, amely egy sztalaktiton áll emberfejek láthatók Krisztus és Mária bizánci jellegű alakjával és egy Antal nevű papról szóló 6. századi felirattal. Egy másik oltáron angyalábrázolás látható glóbusszal és kereszttel.[6] A barlang előtti platón néhány növényi ornamentikával díszített sírkőlap található valószínűleg a török előtti időből, de magában a barlangban még római kori sírt is találtak. A keresztény hagyomány szerint a barlangot egykor pásztorok használták istállóként, de az állatokat maga Szent Jakab kergette ki belőle. Ezután már kizárólag csak istentiszteletet tartottak benne. A barlang négyszögletes elülső része kápolnaként szolgál egyszerű oltárral. A kápolnában semmilyen díszítés, kép, szobor nem található. A barlangot 1891-ben I. Ferenc József császár is meglátogatta. A hagyományos mise és zarándoklat a barlangi kápolnához minden év május 1-jén, vagy Szent Fülöp és Jakab apostolok ünnepén május 3-án kerül megrendezésre.[6]

## Gazdaság
A település kikötője a Marina Agana 140 tengeri és 100 parti kikötőhellyel rendelkezik. A lakosság fő bevételi forrása a turizmus mellett a mezőgazdaság (szőlő, olívaolaj, füge) és a halászat.

## Kultúra
A község területén négy, ma is aktív kulturális művészeti egyesület működik:
- A község nyugdíjas énekkara a "Laterna" Kulturális és Művészeti Egyesület
- "Ivan Duknović" Kulturális és Művészeti Egyesület
- A "KUU Andrija Matijaš – PAUK" Kulturális és Művészeti Egyesület
- A "Srebrena Marina" Népi Kulturális Egyesület

Minden egyesület ápolja a község népi hagyományait és népviseletét, fellépnek a különböző fesztiválokon.

## Sport
A sportolási lehetőségek közül kiemelkedik a vitorlázás, a búvárkodás és horgászat. Kisebb hajók és jachtok bérelhetők a település kikötőjében.

## Képgaléria

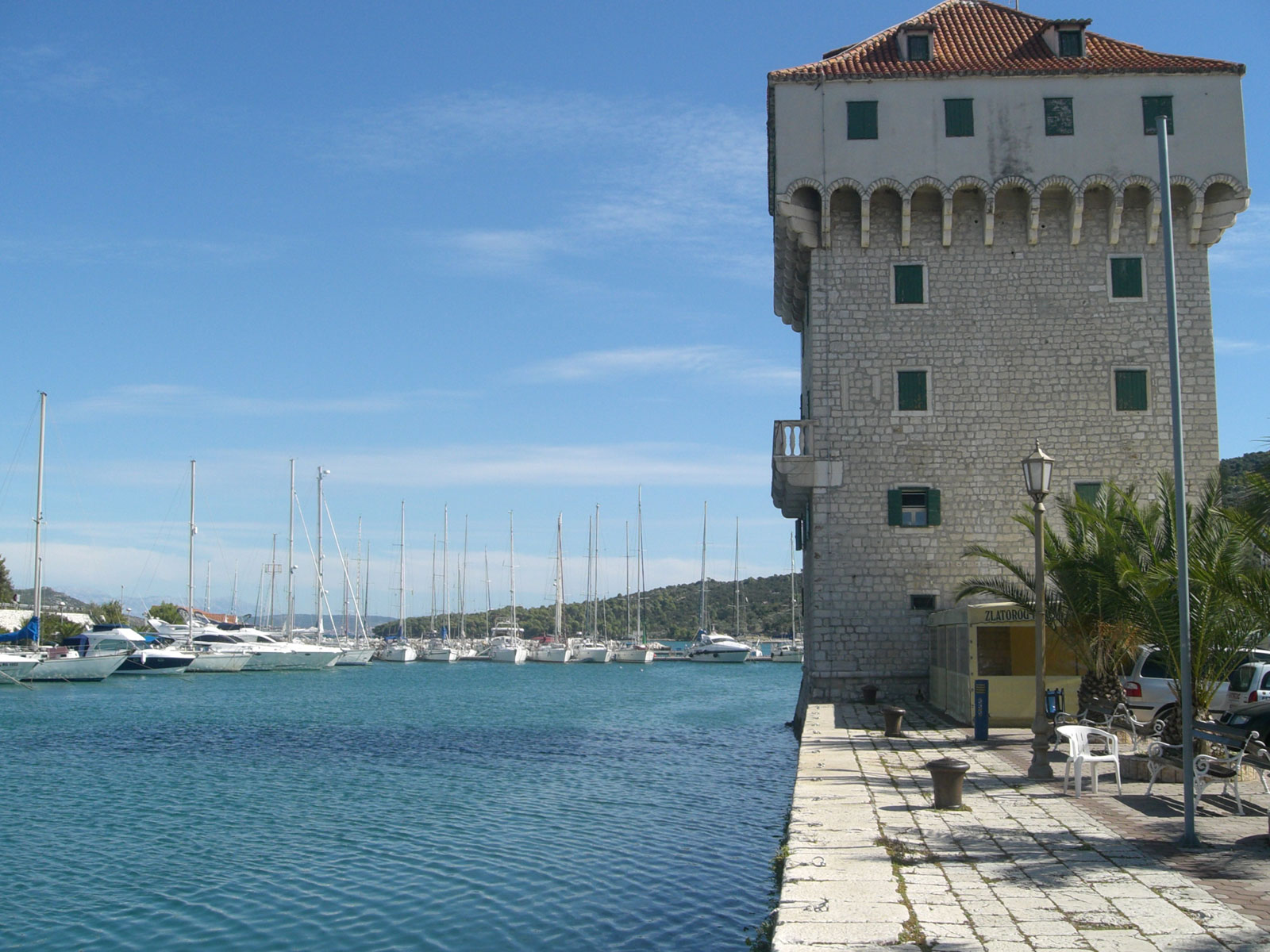
A torony, ma Marinska Kula szálloda.
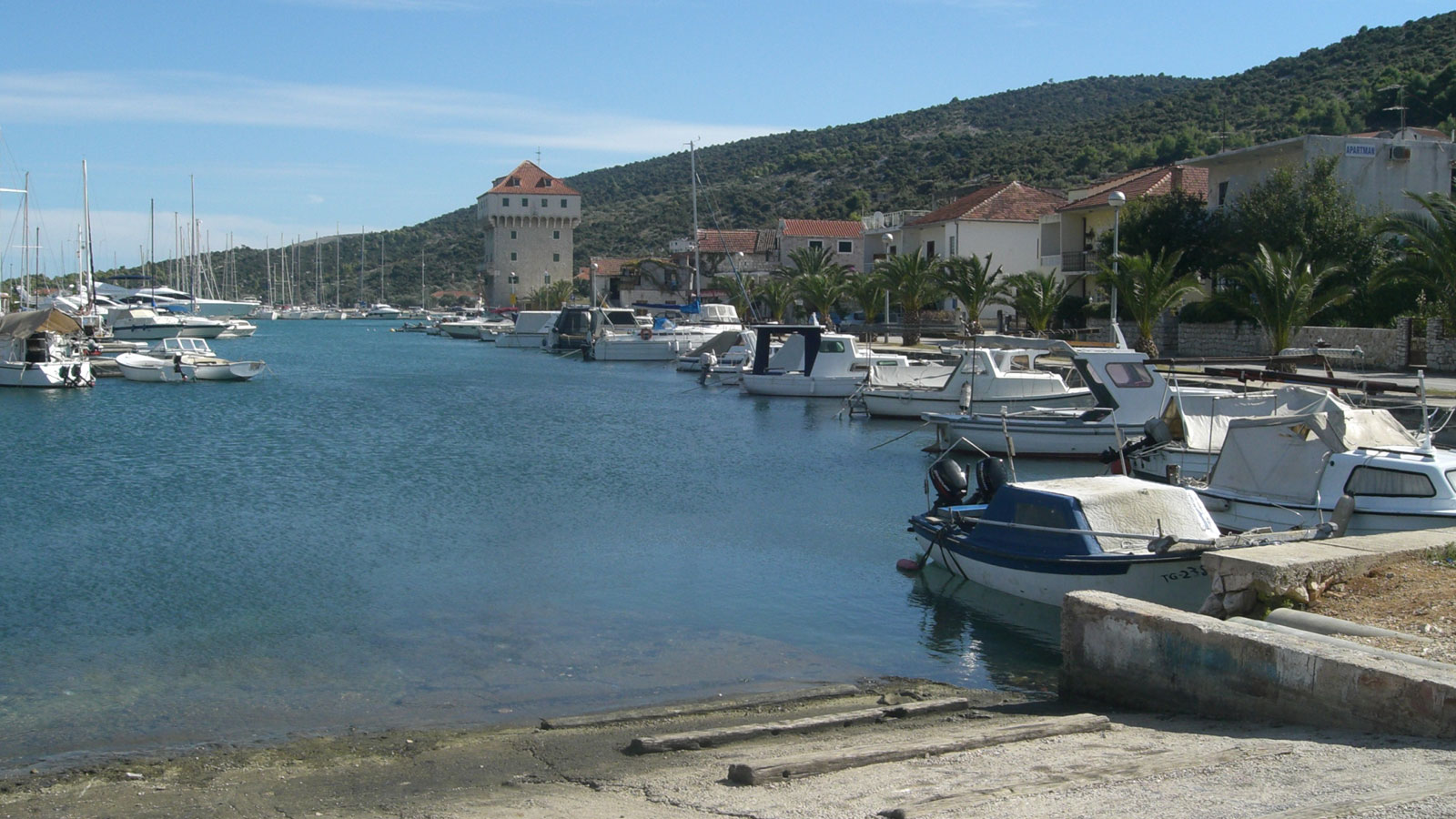
A kikötő
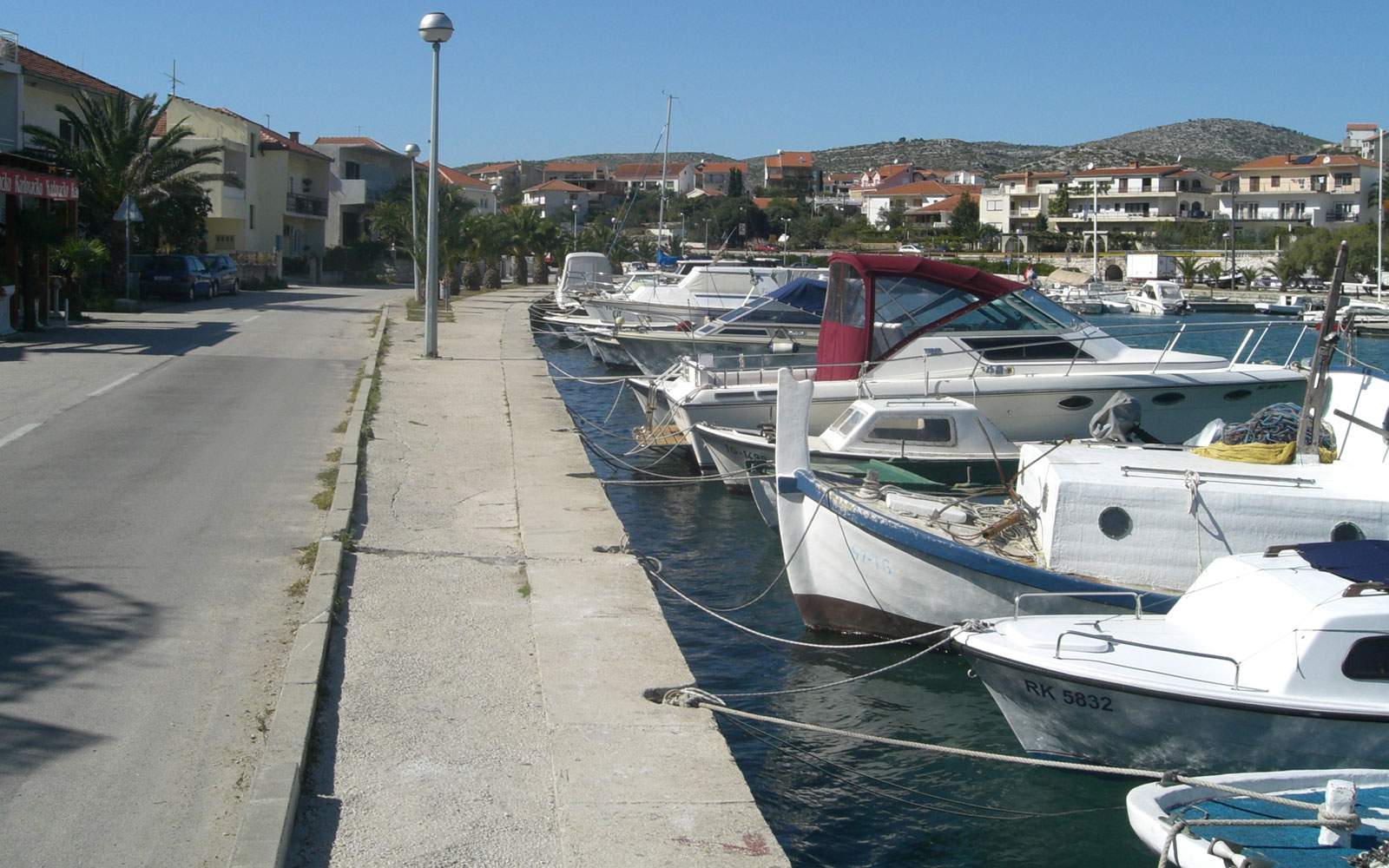
A parti sétány
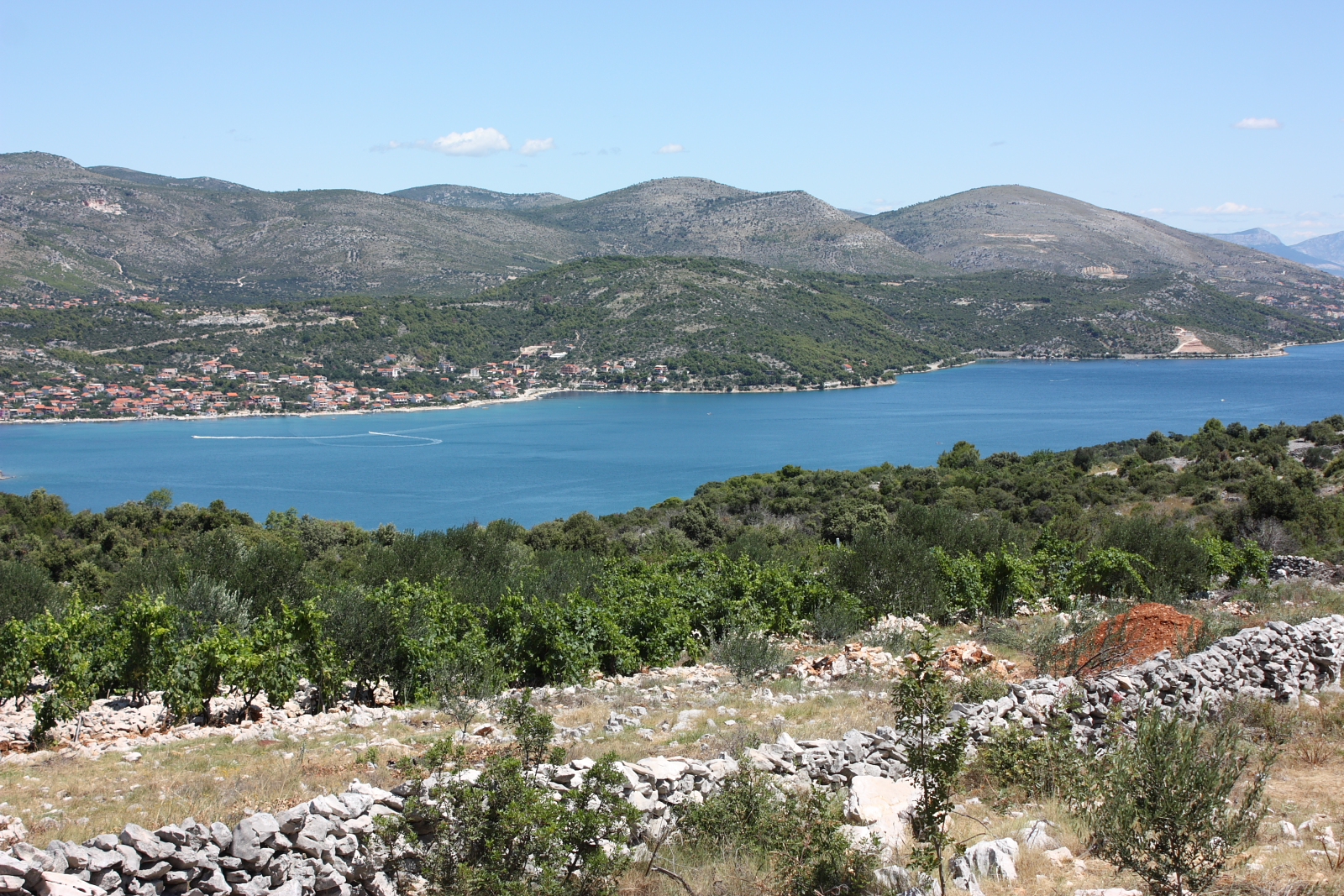
Kilátás a Marina-öbölre
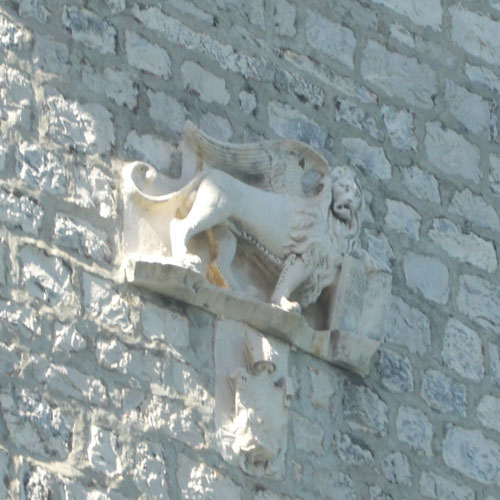
A torony részlete
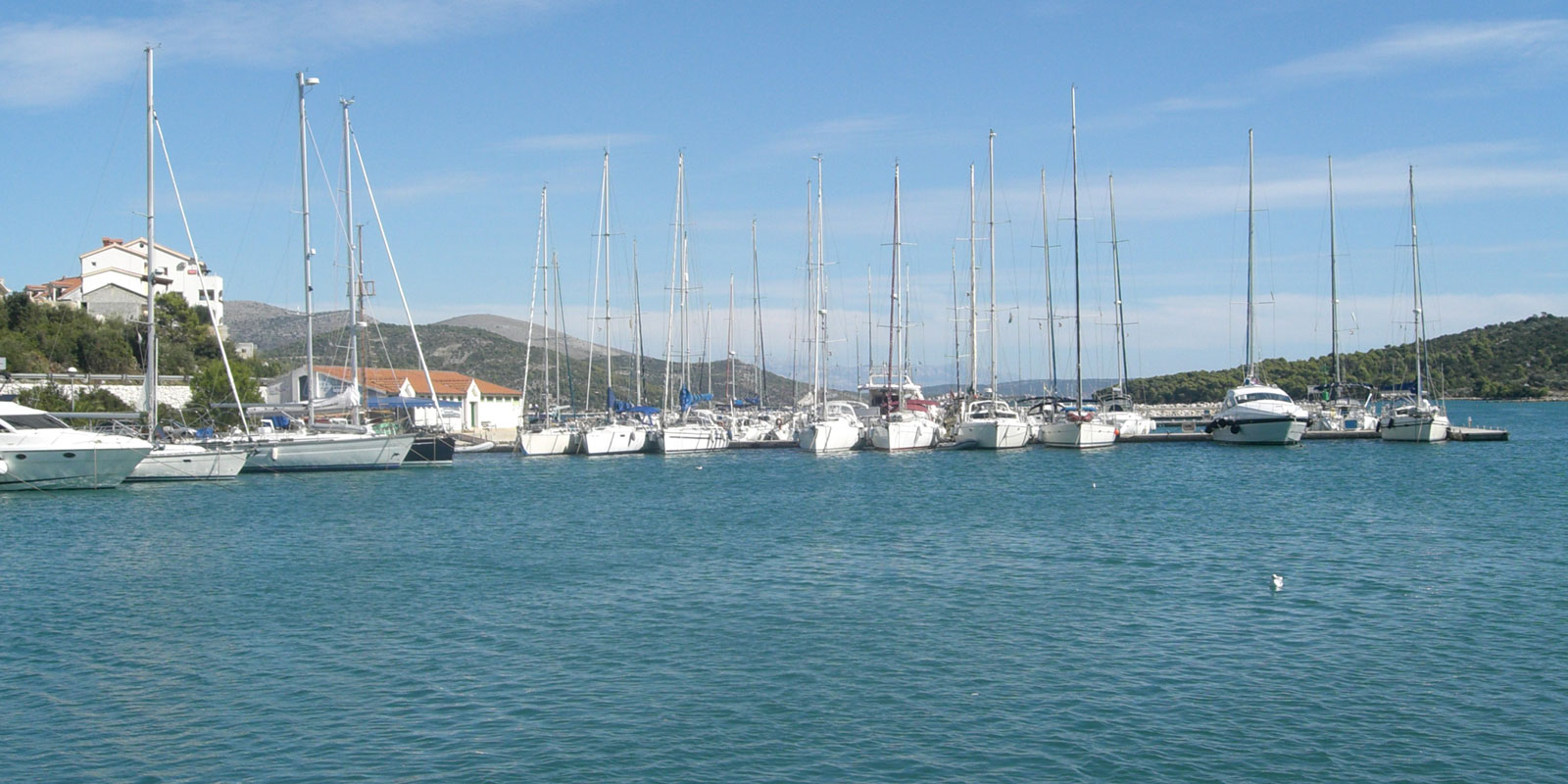
Vitorlások a kikötőben